# Arnoldichthys spilopterus
Arnoldichthys spilopterus es una especie de pez de la familia Alestiidae en el orden de los Characiformes. Es la única especie del género Arnoldichthys. Es endémico de los ríos  Níger y  Ogun en Nigeria. Es un pez de agua dulce y de clima tropical (23 °C-28 °C).
Es una especie bastante común entre los practicantes de la acuariofilia, lo que es una de las causas de que esté en peligro de extinción. Los machos pueden llegar alcanzar los 9,6 cm de longitud total. Come gusanos, insectos y crustáceos.